# Konszka vára
Konszka vára (horvátul: Stari grad Konjščina) egy vár Horvátországban, Konjščina falu területén.

## Fekvése
Konjščina falu nyugati szélén, a Selnica-patak két ága által közrefogott vizenyős réten áll.

## Története
Egy Mátyás korabeli okirat szerint a király engedélyezte Konszkai Kristófnak és Jánosnak, hogy a mai Konjscsinában egy erősséget építhessenek fel, mivel "Kheene" várát II. András egykor lerombolta. A leírás alapján a Zagorje területén állt vár valószínűleg megegyezik a későbbi Konszka (Konjščina) várával. 1544-ben a vár mellett csata zajlott Ulama pasa pozsegai szandzsákbég, valamint Zrínyi Miklós bán és gróf Wildenstein György seregei között, mely előtt a Szűzanya csodatevő képét a Szent Vid kápolnából Máriabesztercére menekítették, hogy a török kezébe ne kerüljön. A vesztes csata után menekülő Wildenstein a várat övező várárokba veszett, Zrínyi is alig tudott a várba jutni. A várat 1573-ban a felkelő parasztok eredménytelenül ostromolták, 1772-től a zágrábi püspökség tulajdona lett és magtárrá alakították át.

## A vár mai állapota
Konszka (Konscsina) vára a Selnica-patak két ága által közrefogott vizenyős réten található. A vár középkori eredetű, a 15. század második felében épülhetett, a 16. században azonban már biztosan állt. Négyszög alaprajzú síkvidéki vár volt, melynek három oldalán, a falak közepén egy-egy félkör alakú torony volt. A bejárat a negyedik oldalon volt. Mára a vár külső részei eltűntek, csak a tulajdonképpeni belső vár egykor magtárrá átalakított épülete áll, bár az eredetinél jóval alacsonyabb falakkal és a vizesárokkal. A vár a zágrábi érsekség tulajdona, amely az egész megmaradt részt tetőzettel fedette be. A vár mellett, egy kisebb  kastély is épült, amit egy földrengés úgy megrongált, hogy nagyobb részét le kellett bontani.